# Isobutileno
El Isobutileno (o 2-metilpropeno) es un hidrocarburo de cierta importancia industrial. Es un alqueno (olefina) de estructura ramificada. En las condiciones normales de presión y temperatura es un gas incoloro e inflamable.

## Usos
El isobutileno se usa como producto intermedio en la producción de varios productos. Se hace reaccionar con metanol y etanol en la fabricación de los compuestos oxigenados de la gasolina Metil tert-butil éter (MTBE) y etil tert-butil éter (ETBE), respectivamente. La alquilación con butano produce isooctano, otro aditivo de combustible. El isobutileno también se utiliza en la producción de metacroleína. La polimerización de isobutileno produce goma de butilo (copolimero de isobutileno e isopreno). Antioxidantes tales como el  butilhidroxitolueno (BHT) y el butilhidroxianisol (BHA) se producen por alquilación de Friedel-Crafts de fenoles utilizando isobutileno.

## Fabricación
El isobutileno comercial y su polímero se obtienen típicamente por deshidratación de alcohol butílico terciario o  por deshidrogenación catalítica de isobutano.
Una empresa francesa implantada en el Genopole de Évry (Essonne) anunció el  6 de octubre de 2010 haber producido una bacteria genéticamente modificada capaz de sintetizar el isobuteno a partir de glucosa. La bacteria estaría equipada de un material enzimático artificial desarrollado por ingeniería genética. Esta manera de fabricación del isobutileno y, por tanto de muchos plásticos derivados, a partir de la glucosa está en fase avanzada de desarrollo.

## Consideraciones sobre seguridad
El isobutileno es un gas altamente inflamable y presenta peligro de explosión. Por lo general se almacena como un gas licuado comprimido. En caso de liberación puede producir una atmósfera deficiente en oxígeno por lo que presenta un riesgo de asfixia.